# Sahún
Sahún (Saúnc en patués) es un municipio español de la provincia de Huesca, en la comunidad autónoma de Aragón enclavado en el Valle de Benasque.

## Geografía
Parte de su término municipal está ocupado por el parque natural Posets-Maladeta y el monumento natural de los Glaciares Pirenaicos.

### Núcleos de población del municipio
- Sahún (capital del municipio)
- Eresué
- Eriste

## Demografía
Sahún cuenta con una población de 319 habitantes (INE 2024).
| Gráfica de evolución demográfica de Sahún entre 1842 y 2021 |
| |
| Población de derecho según los censos de población del INE Población de hecho según los censos de población del INEEntre el censo de 1857 y el anterior, crece el término del municipio porque incorpora a Eresue y Eriste |

## Administración y política
| Período   | Alcalde                        | Partido |  |
| 1979-1983 | José Félix Rufat Moré          | Ind.    |  |
| 1983-1987 | José María Navarri             | PSOE    |  |
| 1987-1991 | José María Navarri             | PSOE    |  |
| 1991-1995 | José Zapatero Farré            | PP      |  |
| 1995-1999 | José María Navarri             | PSOE    |  |
| 1999-2003 |                                | PSOE    |  |
| 2003-2007 |                                | PP      |  |
| 2007-2011 | Ricardo Víctor Pedrol Plazaola | PSOE    |  |
| 2011-2015 | Ramón Francisco Latorre García | PAR     |  |
| 2015-2019 | Lourdes Ascaso Dieste          | PAR     |  |
| 2019-2023 | José Luis Rufat Ferraz         | PSOE    |  |

| Partido político    | Partido político                                   | 2003   | 2007   | 2011   | 2015   |
| Partido político    | Partido político                                   | Ediles | Ediles | Ediles | Ediles |
|                     | Partido Aragonés (PAR)                             | —      | —      | 4      | 5      |
|                     | Partido de los Socialistas de Aragón (PSOE-Aragón) | 4      | 5      | 2      | 1      |
|                     | Partido Popular de Aragón (PP)                     | 3      | 2      | 1      | 1      |
| Total de concejales | Total de concejales                                | 7      | 7      | 7      | 7      |

## Cultura

### Fiestas
- 24 de junio, en honor de San Juan Bautista.

Lo más característico de estas fiestas son las Fallas, que son una de las tradiciones más ancestrales de la Alta Ribagorza, todavía viva en la parte aragonesa gracias a las personas de Sahún que continúan fabricando y quemando estas originales antorchas durante la noche del 23 de junio.
Antes eran los jóvenes solteros del pueblo los que subían por el camino de la montaña hasta la "arena", un poco más abajo del "Fort de calsina", antiguo horno de cal, y el último casado encendía la hoguera que habían preparado durante todo el día. En ella iban prendiendo "les falles" que bajaban corriendo hasta la plaza donde esperaban los materiales para encender la gran hoguera del pueblo. Repetían así, seguramente sin saberlo, el viejo mito de Prometeo robando el fuego a los dioses del Olimpo y entrgándolo a los seres humanos.
Por todo el camino que viene de San Pedro Mártir, por la ladera de la montaña, podía verse esa sorprendente "procesión" de enormes antorchas que los mozos bajaban lo más rápido que podían para llegar los primeros a la plaza.
Luego, una vez consumidas, se recogían los restos de "les falles" y se clavaban en medio de los huertos para protegerlos del "polegón".
En la actualidad son los niños y niñas y las personas jóvenes, a veces se anima alguna persona mayor, quienes vuelven a encender y mover "les falles" cada año y les dan vueltas y vueltas sobre sus cabezas, lo cual requiere de mucha habilidad, destreza y valor, hasta que apagan sus últimos rescoldos.
Es impresionante ver esas grandes bolas de fuego en la noche girando y girando sobre las cabezas de los mozos, y de las mozas que ya participan, soltando multitud de pequeños trozos de "albá" encendidos que van llenando el cielo y el suelo, como una alfombra de llamas, con su magia. Además, el sonido del fuego girando en el aire completa un espectáculo misterioso e inolvidable que nos retrotrae a la noche de los tiempos.
- 8 de septiembre, en honor de Nuestra señora de Guayente.

### Rutas
Las siguientes rutas de senderismo pasan por la localidad:
- PR-HU 51